# Muharrem Sahiti
Muharrem Sahiti (ur. 10 maja 1965 w Vitinie) – jugosłowiański i kosowski były piłkarz. W 1993 roku należał do reprezentancji Kosowa, następnie pełnił funkcję jej selekcjonera, aktualnie jest jej dyrektorem sportowym.